# Guerre péruano-équatorienne de 1858
Pour les articles homonymes, voir Guerre péruano-équatorienne.
Pour un article plus général, voir Conflits frontaliers entre le Pérou et l'Équateur.
La guerre péruano-équatorienne de 1858 trouve son origine dans la cession par  l'Équateur d'un territoire revendiqué par les deux pays à des créanciers britanniques. Le Pérou s'y opposa et l'Équateur dut annuler la vente. Il s'agit du premier des conflits frontaliers entre le Pérou et l'Équateur.

## Contexte
L'origine du conflit remonte au découpage territorial effectué lors de l'empire colonial espagnol. En 1563, le roi d'Espagne créa la Real audiencia de Quito qui comprenait au nord, les territoires de Pasto, de Popayan, de Cali, de Buenaventura et de Buga (aujourd'hui en Colombie), et au sud, de Piura (dans l'actuel Pérou). Elle fut rattachée à la Vice-royauté du Pérou jusqu'en 1717 date à laquelle elle fut transférée à la Vice-royauté de Nouvelle-Grenade dont la capitale était Bogota. À l'époque, les frontières, en particulier à l'est, étaient relativement imprécises à cause du manque de connaissances géographiques de la région. De plus, le peu d'habitants de la région en faisait un territoire de faible importance.
La première dispute territoriale intervint en 1802 quand l'administration et la défense des régions de Quito et Maynas fut redonnée à la Vice-Royauté du Pérou. Les imprécisions territoriales de l'époque se retrouvèrent lorsque les colonies espagnoles accédèrent à l'indépendance. Une autre source de discorde apparut de manière similaire en 1803 quand la province de Guyaquil (et le port stratégique de Guayaquil) fut détachée du secteur contrôlé par Lima.
De plus, au cours de l'exploration du continent, de nombreuses missions parties de Quito, notamment conduites par les Jésuites, atteignirent l'Amazone. Aussi, l'Équateur se réclama (jusqu'en 1999) être un pays amazonien. Le roi confirma, et les droits équatoriens sur les régions jusqu'à l'Amazone, ce fait en 1563, 1749 et 1740. Le gouvernement équatorien considéra que la réorganisation de 1802 était seulement provisoire (à cause de l'expulsion des Jésuites) alors que les Péruviens la considérait aussi comme politique. Ce qui rattachait la région à la Vice-Royauté du Pérou. Enfin, le gouvernement de Lima conteste le fait que certaines missions d'exploration soient parties de Quito et considère plutôt un départ de Cuzco.
En 1819, la Grande Colombie et libéra l'essentiel de son territoire (comprenant les actuels Colombie, Venezuela, Panama et Équateur) en 1822. Simón Bolívar, président de la Grande Colombie, voulait créer un unique État sur la base des anciennes colonies espagnoles. Cependant, certains comme José de La Mar, ancien soldat de l'armée de Bolivar, considéraient ce projet comme autoritaire. Il se lança dans une politique anti-colombienne et parvint à expulser l'armée colombienne de l'ancienne Vice-Royauté du Pérou. En 1828, il envahit la Grande Colombie. Bolivar déclara la guerre au Pérou qui fut défait en 1829. Un coup d'État de l'armée péruvienne remplaça La Mar et ouvrit la voie à un traité de paix. Ce traité reconnut les deux nouveaux États dans les frontières des deux anciennes vice-royautés (principe du uti possidetis juris). Cependant, l'armistice puis le traité Larrea-Gual reconnaissait la possession de la région de Guayaquil par la Grande Colombie.
En 1830, la fédération de Grande Colombie est dissoute laissant la place à trois États : Colombie (Panama en faisant partie à l'époque), Venezuela et Équateur. Au Pérou, l'événement est considéré comme donnant naissance à trois nouveaux États. Cependant, il est plus normalement vu que les trois nouveaux États sont héritiers des traités signés par la Grande Colombie. La Colombie défendit ce point de vue et le fait de considérer que les traités disparaissent avec les États territoriaux signataires n'est pas reconnu.
Le protocole signé le 11 août 1830 à Lima (protocole Pedemonte-Mosquera), défendu par la Colombie et l'Équateur, fixait la frontière ouest entre l'Équateur et le Pérou sur les rivières Tumbes et Macara et la frontière est sur la rivière Maranon et le fleuve Amazone. Cela laissant en suspens le règlement de la frontière dans une petite région andine, nommée Jaén de Bracamoros. Le protocole laissait entendre que la frontière y serait fixée sur la rivière Chinchipe ou la rivière Huancacamba.
Le Pérou s'appuya sur plusieurs points pour contester cet accord : ni la Colombie ni l'Équateur ne purent produire l'original du document, ses auteurs sont supposés par les Péruviens avoir été à deux endroits différents lors de sa rédaction, le protocole ne fut jamais ratifié par aucun pays, l'Équateur avait quitté la fédération de Grande Colombie un mois avant sa signature, une copie présentée par la Colombie a été jugée insuffisante par le gouvernement péruvien.
Cependant, il semble peu probable que l'Équateur ait forgé un faux même si le traité original a disparu. En 1910, un texte colombien ancien fut d'ailleurs retrouvé et mentionné l'accord. Les versions entre les camps varient.
En 1832, l'Équateur se sépare définitivement de la Grande Colombie et la même année, un traité est signé avec le Pérou (traité Pando-Noboa). Ce traité stipule que les frontières du moment seront les frontières entre les deux pays jusqu'à ce qu'une convention les fixe de manière définitive. En 1841-1842, l'Équateur demanda au Pérou de lui rendre la région de Jaen, Tumbes et Maynas selon le traité Larea-Gual de 1829. Le Pérou jugea absurde de rendre des régions de facto péruvienne et qui avaient, en outre, manifesté le désir de le rester. De plus, le Pérou considérait toujours que la région de Maynas (détachée en 1802 par le roi d'Espagne) lui appartenait. Les négociations échouèrent en 1842.
La situation s'envenima encore lorsqu'en 1851 un traité entre le Pérou et le Brésil reconnut la possession au Pérou de régions entre les rivières Capqueta-Japura et Maranon-Amazone plus celle des territoires à l'est des Andes. Ces territoires étant contestés par la Colombie, le Pérou et l'Équateur. Pour y défendre ses prétentions, Lima fonda le 10 mars 1853 un gouvernement spécial dit gouvernement de Loreto chargé du développement de ces territoires. Des Péruviens y furent envoyés pour former la base d'un peuplement. L'exploration de la région fut ainsi presque essentiellement menée par des militaires péruviens. Cela offrait au Pérou des bases solides pour trancher en sa faveur un éventuel arbitrage.
Le 10 septembre 1857, les Équatoriens, pour payer les dettes de la guerre d'indépendance, envisagea de céder un territoire dans la région de Canelos. Le Pérou protesta en signalant que selon le principe uti possidetis juris lui appartenait. Cependant, l'Équateur, en proie à des troubles civils, continua ses négociations et le Pérou en exigea l'arrêt.

## La guerre
Devant le refus équatorien d'annuler la cession, le Congrès péruvien autorisa en octobre 1858 le président Ramón Castilla de tous les moyens nécessaires, y compris armés, pour l'empêcher. L'armée fut mobilisée notamment la marine chargée d'établir un blocus le long des côtes péruviennes. Le 2 janvier 1859, 150 soldats péruviens débarquèrent dans l'île de Puna. En avril 1859, deux insurrections éclatèrent en Équateur renversant le président Robles. Deux gouvernements s'établirent. Un mené par le général Guillermo Franco et un triumvirat (García Moreno, Jerónimo Carrión et Pacifico Chiriboga) à Quito.
Le 20 juin 1859, Castilla proposa à Moreno, alors à Lima pour négocier, son appui pour chasser Franco et les deux autres triumvir. Les trois autres accusèrent Moreno de trahison mais Carrion et Chiriboga furent contraints de se retirer. Le 17 août, il fut décidé d'un vote entre Moreno et Franco. Le vote fut équilibré et ne résolut rien. Les deux caudillos rompirent peu après quand Franco tenta d'arrêter Moreno. Celui-ci gagna le nord du pays tandis que Franco demeura à Guayaquil.
Le 8 novembre, les Péruviens de Castilla débarquent et occupent Guayaquil, principal port du pays. Le général Franco proposa alors aux trois autres gouvernements établis à ce moment-là en Équateur de former un gouvernement central pour négocier avec le Pérou. Ils autorisent Franco à négocier en leur nom mais le 3 janvier 1860, celui-ci fit arrêter leurs représentants et les expulsa hors de la ville. Le 25 janvier, il signa le traité de Mapasingue qui annulait la cession et reconnaissait la souveraineté péruvienne sur les territoires contestés.

## Suites de la guerre
Ce traité unit les trois autres gouvernements de la guerre civile équatorienne contre lui. Moreno rappela d'exil Juan José Flores et lui confia l'armée de Quito. Moreno et Flores s'emparèrent de Guayaquil le 24 septembre 1860. Le général Franco fuit au Pérou.
Le traité de Mapasingue est cependant un précédent grave pour l'Équateur en cela qu'un gouvernement révolutionnaire à signer un traité au nom du Pérou. De plus, ce traité reconnaît les droits du Pérou sur les régions contestées. Malgré les protestations de l'Équateur, le Pérou cherchera à s'en tenir à ce traité avantageux. De plus, avant de fuir, le général Franco a fait signer une pétition aux habitants de la province demandant son rattachement au Pérou.

## Sources de la traduction
- (en) Cet article est partiellement ou en totalité issu de l’article de Wikipédia en anglais intitulé « Ecuadorian–Peruvian territorial dispute of 1857–60 » (voir la liste des auteurs).

- (es) Cet article est partiellement ou en totalité issu de l’article de Wikipédia en espagnol intitulé « Conflicto limítrofe entre el Perú y el Ecuador » (voir la liste des auteurs).